# Risa nartshukae
Risa nartshukae är en tvåvingeart som beskrevs av Ozerov 1984. Risa nartshukae ingår i släktet Risa och familjen vattenflugor.
Artens utbredningsområde är Uzbekistan. Inga underarter finns listade i Catalogue of Life.